# Crichton-Vulcan

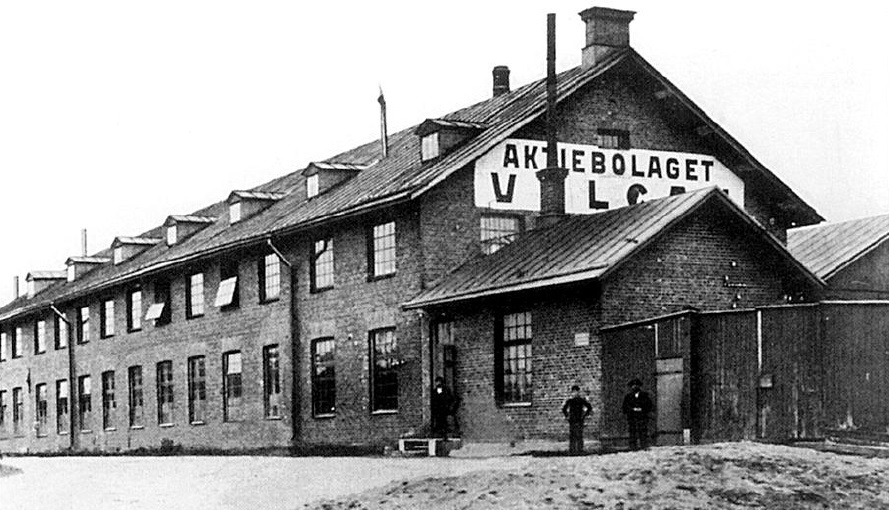
Vulcan Betrieb, 1908

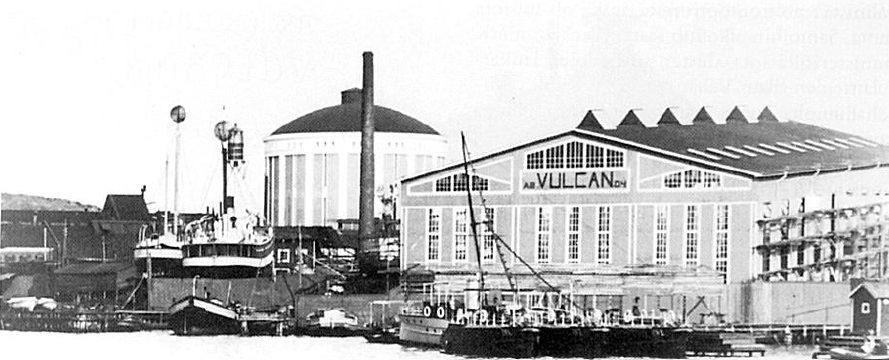
Vulcan-Werft und Werkstätten, um 1920

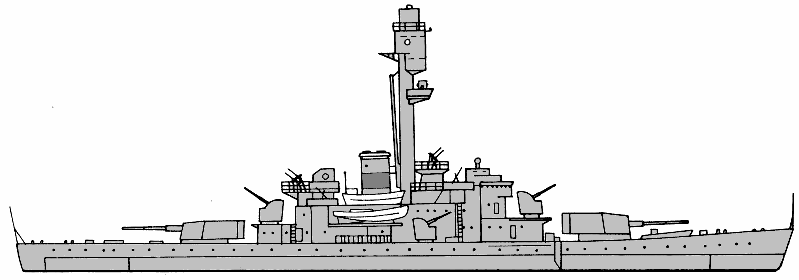
Zeichnung des Küstenpanzerschiffes Väinämöinen

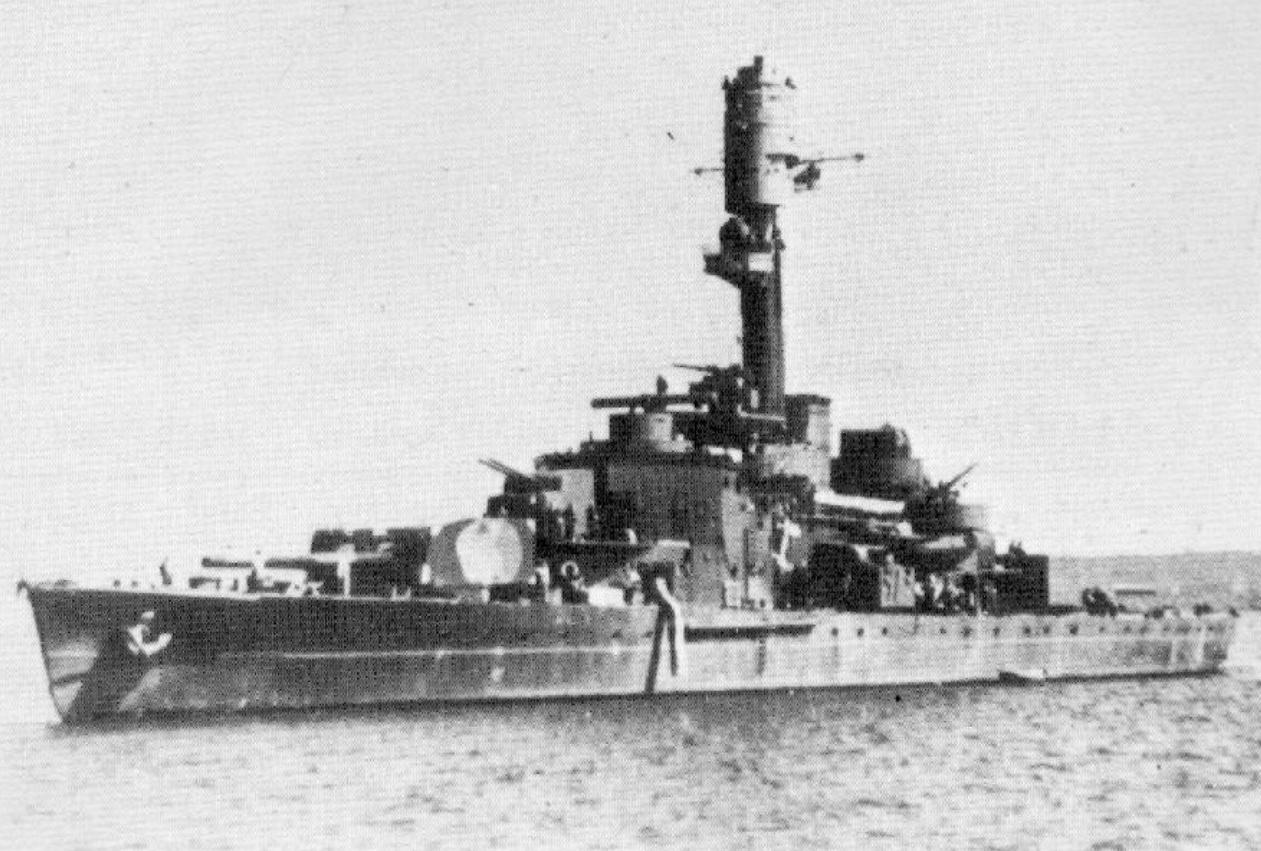
Küstenpanzerschiff Väinämöinen

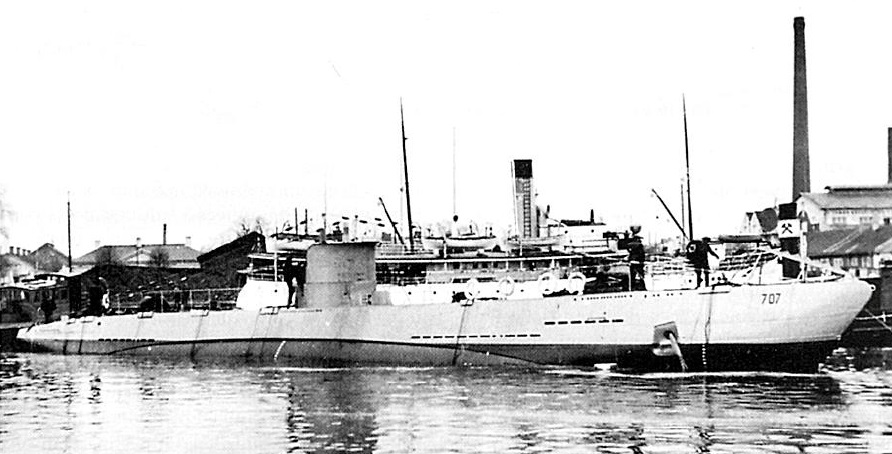
U-Boot Vesikko, 1934 von der finnischen Marine in Dienst gestellt

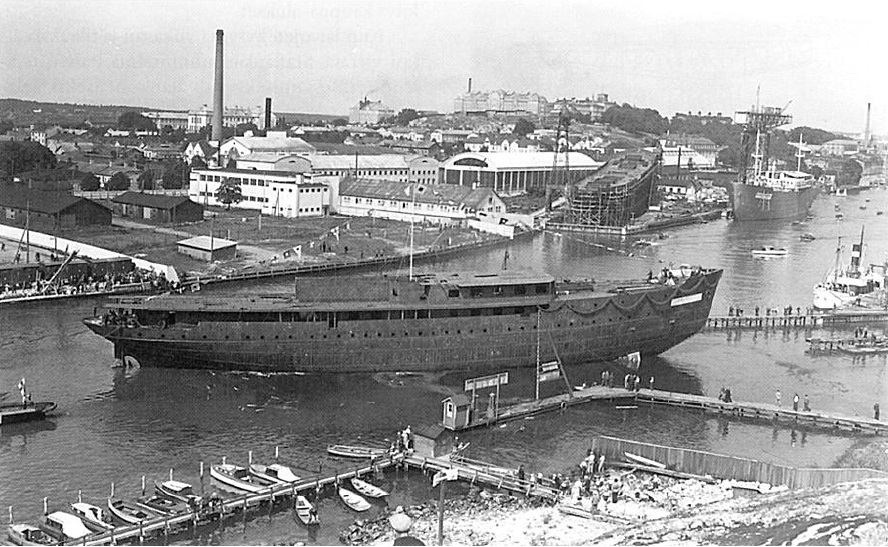
Crichton-Vulcan, Stapellauf der SS Bore, 1938

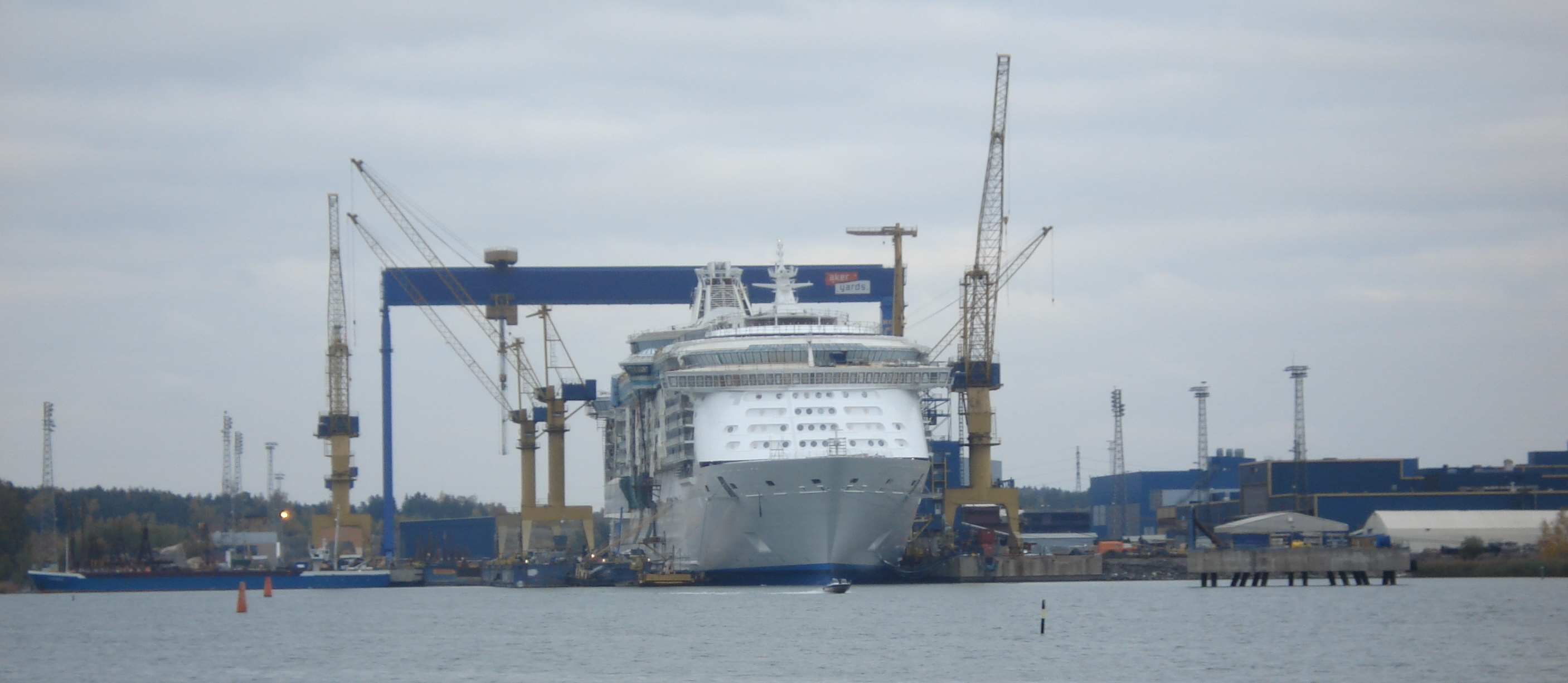
Aker Yards, Independence of the Seas im Baudock, 2007

Die Crichton-Vulcan-Werft entstand im Jahr 1924 in Turku (Finnland) durch die Fusion der Aktiengesellschaften Crichton und Vulcan und bildete den Grundstein der finnischen Werftindustrie. 1975/76 wurde die Werft von Turku in den Stadtteil Perno verlegt und nach vielen Verkäufen und Fusionen entstand der Betrieb, der heute als Meyer Turku vorwiegend Kreuzfahrtschiffe baut. Das ursprüngliche Gelände der Crichton-Vulcan-Werft ist heute kein Industriestandort mehr.

## Geschichte
Eine 1842 in Finnland gegründeten Gießerei und Metallwerkstatt wurde nach dem Krimkrieg von dem Schotten William Crichton übernommen. Der formte daraus eine Werft, die 1914 als Aktiengesellschaft Crichton firmierte.
Der Maschinenbetrieb und Werft Vulcan entstand aus der 1874 gegründeten Åbo Mekaniska Verkstad und wurde 1898 in die Aktiengesellschaft Vulcan überführt. 1911 beschäftigte der Vulcan rund 300 Mitarbeiter und erzielte einen Umsatz von 7,6 Mio. Finnmark. Der Vulcan war seit 1907 auch in St. Petersburg vertreten und produzierte u. a. Dampfmaschinen, Dieselmotoren sowie Pumpen.
Der Vulcandirektor Allan Staffans war maßgeblich an der 1924 erfolgten Fusion von Crichton und Vulcan beteiligt und wurde Vorstandsvorsitzender der Crichton-Vulcan-Werft. 1938 wurden Lizenzen zum Bau von Krupp-Dieselmotoren erworben und für den Bau der Motoren neue Montagehallen errichtet.
1938 wurde Crichton-Vulcan von Wärtsilä übernommen und 1939 mit dem benachbarten Boots- und Motorenbauer Andros fusioniert. 1971 wurde der Name in „Wärtsilä Turku Werft“ geändert. Mit rund 5500 Mitarbeitern galt die Werft als größter finnischer Betrieb.
1975/76 wurde die Werft in den Stadtteil Perno verlegt, dort wurde ein Trockendock mit einem 600-Tonnen-Portalkran gebaut. Das Unternehmen wurde 1987 mit dem Valmet-Konzern zu „Wärtsilä Marine“ fusioniert. 1989 wurde die Werft insolvent und wurde bald darauf vom Unternehmen Masa Yards und 1990 vom Kvaerner-Konzern übernommen und firmierte unter dem Namen „Kværner Masa Yards“.
Im Jahr 2000 wurde Kværner vom Konkurrenten Aker übernommen und in Aker Kværner umbenannt. Bald darauf wurden die Schiffbauaktivitäten mit Aker Finnyards Verschmolzen, woraus 2006 die Werftgruppe Aker Yards entstand.
2008 wurde der finnische Zweig der Werftgruppe mit den Werften in Turku, Rauma und Helsinki von dem südkoreanische Konzern STX Corporation übernommen und firmierte nun als „STX Finland Cruise“.
Die Werft in Turku wurde 2014/2015 erst zu 70 % und dann zu 100 % von der deutschen Meyer Werft übernommen. Sie ist eine der größten Werften in Europa, hat eine Fläche von 144 Hektar und baut überwiegend Post-Panamax Kreuzfahrtschiffe.  Das Neubaudock misst 365 × 80 Meter. In Turku sind rund 1350 Menschen beschäftigt.

## Bauprogramm
Viele Schiffe wurden für russische Auftragnehmer gebaut. Einige Marineschiffe der Werft, u. a. zwei Panzerschiffe zur Küstenverteidigung für die finnische Marine, wurden von der niederländischen Ingenieurskantoor voor Scheepsbouw (IvS) entworfen und von Crichton-Vulcan gebaut. Die 3.900 Tonnen vermessenden Ilmarinen und Väinämöinen wurden 1927 bestellt und 1931 bzw. 1932 ausgeliefert. Es waren die größten finnischen Marineschiffe.
1922 wurde mit dem Verteidigungsministerium über die Renovierung eines veralteten russischen U-Boots verhandelt. Da es in Finnland niemand mit U-Boote Know-how gab, wurde im Kontakt mit Deutschland die IvS eingeschaltet und ein geheimer Konstruktionsvertrag geschlossen. Die Entwürfe der U-Boote stammten vom IvS und 1927 wurden drei 720 t Boote nach dem Typ UB III bestellt und gebaut. Die CV 707, die spätere Vesikko, war der Prototyp der deutschen U-Boote U-Boot-Klasse II. Nach dem Stapellauf am 10. Mai 1933 erfolgten Probefahrten der Reichsmarine, am 30. April 1934 wurde es von der finnischen Marine in Dienst gestellt.
Weitere Neubauten der folgenden Jahre waren Behörden-, Fähr- und Passagierschiffe. Nach der Verlegung der Werft 1975/76 wurden die Schiffe deutlich größer. Der Bau von Passagierschiffen für Kreuzfahrten nahm zu.